# Geter
Geter (grekiska Γέται, getai)  var en thrakisk folkstam vid Donaus nedre lopp i norra delen av Balkanhalvön. Geternas land söder och norr om Donau blev romersk provins år 46 respektive 106 e. Kr. Namnlikheten med goterna förledde senantika historieskrivare till förväxlingar.
På Herodotos och Thukydides tid (senare hälften av femte århundradet f. Kr.) bodde geterna i det nuvarande Bulgarien. De invandrade sedermera  i Dakien där de fick dakerna till västra grannar. Där var de i krig med bland annat  Alexander den store 335 f. Kr och Lysimachos 292 f.Kr. Geterna och dakerna var under den följande tiden attackerade av ett flertal barbariska folk. Mot slutet av första århundradet e. Kr. stiftade Decebalus ett nytt dakisk-getiskt rike, men han besegrades av kejsar Trajanus som förvandlade Dakien till romersk provins.
I allmänhet var geterna splittrade i en mängd små samhällen. De hade en stark odödlighetstro, och deras förnämste gud var, liksom germanernas Oden, ursprungligen en vindgud. Genom den romerska erövringen och folkvandringen då Dakien var ett genomgångsland förlorade geterna sin nationella identitet.